# Sabina Veit
Sabina Veit, född 2 december 1985, är en slovensk kortdistanslöpare.
Veit tävlade för Slovenien vid olympiska sommarspelen 2008 i Peking, där hon blev utslagen i försöksheatet på 200 meter. Vid olympiska sommarspelen 2016 i Rio de Janeiro blev Veit också utslagen i försöksheatet på 200 meter.

## Personliga rekord
| Utomhus - 60 meter – 7,44 (Koper, 15 maj 2012) - 100 meter – 11,49 (Slovenska Bistrica, 30 maj 2015) - 150 meter – 17,46 (Wien, 19 maj 2015) - 200 meter – 22,74 (Maribor, 20 juli 2008) - 300 meter – 38,09 (Schwechat, 17 maj 2011) - 400 meter – 53,68 (Banská Bystrica, 21 juni 2008) | Inomhus - 50 meter – 6,47 (Schielleiten, 25 januari 2014) - 60 meter – 7,44 (Ljubljana, 14 februari 2015) - 200 meter – 23,99 (Wien, 24 januari 2009) - 400 meter – 56,63 (Wien, 16 februari 2008) |